# Wegerichbär

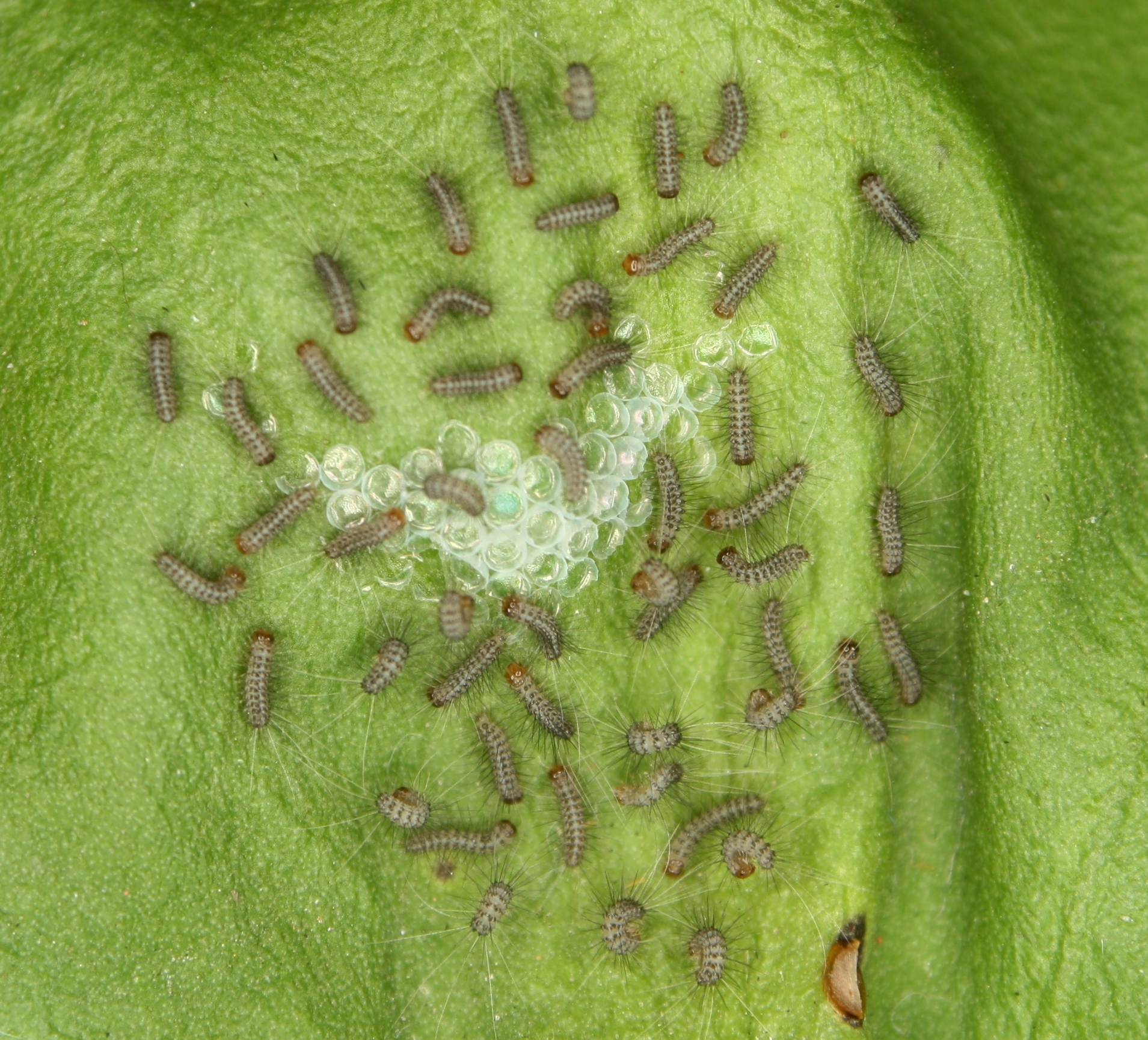
Raupen des Wegerichbären, kurz nach dem Schlüpfen aus den Eiern

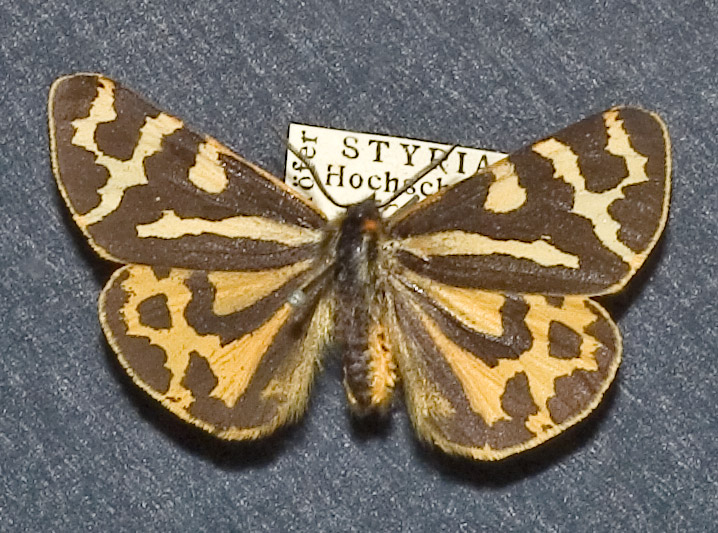
Präparat aus dem Naturhistorischen Museum in Wien

Der Wegerichbär (Arctia plantaginis, Syn.: Parasemia plantaginis) ist ein Schmetterling (Nachtfalter) aus der Unterfamilie der Bärenspinner (Arctiinae).

## Beschreibung
Die Falter besitzen eine Flügelspannweite von 32 bis 38 Millimetern. Der Wegerichbär sieht dem Braunen Bären ähnlich, ist aber etwas kleiner. Die Farben dieser Art variieren stark, so gibt es Exemplare mit rot-schwarzen, weiß-schwarzen und gelb-schwarzen Hinterflügeln. Man hat jedoch herausgefunden, dass die Weibchen stets rot und die Männchen weiß oder gelb gefärbt sind. Auch melanistische Formen sind beschrieben, etwa f.melanata. Die Geschlechter kann man ebenso an den Beinen unterscheiden, Männchen haben weiße und Weibchen schwarze Beine.
Die adulten Raupen sind hinten und vorne schwarzgrau, mittig fuchsrot und dicht behaart.

### Ähnliche Arten
- Gletscherbär (Grammia quenseli) (Paykull, 1793) Schweiz, Österreich

## Lebensraum
Man findet den Wegerichbären in ganz Europa, aber vor allem in den Gebirgen und Mittelgebirgen bis 3000 m Höhe. Ideal sind Hügelländer mit nassen Wiesen, Mooren oder feuchten Waldrändern bzw. -schneisen. Viele Populationen des Hügellandes sind erloschen, da die Art sehr empfindlich auf Kulturmaßnahmen auf den bewohnten Wiesenbiotopen reagiert. Seit Mitte des 20. Jahrhunderts sind viele ehemals sehr große Populationen erloschen.

## Entwicklung
Die nachtaktiven Falter findet man von Juni bis Mitte Juli, die Raupen von August bis Mai. Während die Männchen tagsüber umherfliegen, sitzen die Weibchen meist nur am Boden. Es gibt nur eine Generation pro Jahr. Die Raupen überwintern. Erst im Frühjahr beginnt die richtige Nahrungsaufnahme und das damit verbundene Wachstum. Wie alle Bärenspinner sind die Raupen dicht behaart und für die meisten Vögel ungenießbar. Trotzdem bringen sie sich sicherheitshalber bei jeder Erschütterung der Futterpflanze in Sicherheit.

## Nahrung
Die Larven ernähren sich hauptsächlich von Wegericharten (Plantago spec.), aber auch von Löwenzahn, Sauerampfer und anderen Kräutern.